# Advanced Mars Helicopter
Advanced Mars Helicopter, сокр. AMH; с англ. — «Усовершенствованный марсианский вертолёт» — роботизированный беспилотный вертолёт, разрабатываемый с 2018 года для научных исследований Марса инженерами NASA (AMES, JPL), AeroVironment и других американских аэрокосмических фирм. Наряду с AMH для научных исследований также разработан вариант гексакоптера, именуемый Mars Science Helicopter (MSH). После 2021 года эти НИОКР учитывают опыт эксплуатации марсианского вертолёта Ingenuity, от которого оба варианта вертолётов AMES / JPL отличаются повышенным радиусом действия, скоростью, грузоподъёмностью.

## Предпосылки проекта
Комментарии